# (4614) Masamura
(4614) Masamura est un astéroïde de la ceinture principale.

## Description
(4614) Masamura est un astéroïde de la ceinture principale. Il fut découvert le 21 août 1990 à Kani par Yoshikane Mizuno et Toshimasa Furuta. Il présente une orbite caractérisée par un demi-grand axe de 2,25 UA, une excentricité de 0,21 et une inclinaison de 4,8° par rapport à l'écliptique.

## Compléments